# 安全保障化
安全保障化（あんぜんほしょうか、英:securitization）とは、オーレ・ヴェーヴァが提唱した概念であり、コペンハーゲン学派の主要概念の一つである。日本語では、安全保障問題化やセキュリタイゼーションと表記されることがある。

## 内容
安全保障化理論によれば、安全保障のアジェンダは、言語行為によって行為遂行的に決定されるものである。すなわち、ディスコースを通じて、ある問題が安全保障の問題であるという社会的事実が構築されることで決まるとされる。その構築プロセスは、安全保障化アクターによる脅威の存在の訴え及びその脅威に対処するための非常手段の要請と、オーディエンスによるその主張の受容からなる。安全保障化が成立するか否かは、オーディエンスが受容するか否か次第である。
このプロセスの分かりやすい例として、たとえば「敵が攻めてくる。家族が危険に晒される。守りを固めなければならない」という言説と、それを受け入れる一般市民という構図が挙げられる。
安全保障化の行為の基本要素は以下のとおりである。
- 安全保障化を行う行為主体（Securitizing actor）
- 脅威にさらされ、保護されるべき対象（Referent object）
- 争点が安全保障上の脅威だと説明され、受け入れる聴衆（Audience）

安全保障化された問題を解決するための非常手段に関して、一般の民主的討論や科学的研究・批判が認められない傾向があることを、ヴェーヴァなどが指摘している。

上記とは逆に、それまで安全保障の問題であるとされていたものが、そうでなくなるという動きは脱安全保障化（desecuritization）と呼ばれる。

## 文献
- Ole Wæver, Barry Buzan, M. Kelstrup and P. Lemaitre, Identity, Migration and the New Security Agenda in Europe, Printer Publishers Ltd, 1993.
- Ole Wæver, "Securitization and Desecuritization", in Ronnie D. Lipschutz ed., On Security, Columbia University Press, 1995.
- Barry Buzan, Ole Wæver, and Jaap de Wilde, Security: A New Framework for Analysis, Lynne Rienner, 1998.
- O. F. Knudsen, "Post-Copenhagen Security Studies: Desecuritizing Securitization", Security Dialogue, vol. 32, no. 3, 2001.
- Thierry Balzacq, "The Three Faces of Securitization: Political Agency, Audience and Context", European Journal of International Relations, vol. 11, no. 2, 2005.
- Rita Taureck, "Securitization Theory and Securitization Studies", Journal of International Relations and Development, vol. 9, no. 1, 2006.
- Holger Stritzel, "Towards a Theory of Securitization: Copenhagen and Beyond", European Journal of International Relations, vol. 13, no. 3, 2007.
- Matt McDonald, "Securitization and the Construction of Security", European Journal of International Relations, vol. 14, no. 4, 2008.
- Mark B. Salter, "Securitization and Desecuritization: A Dramaturgical Analysis of the Canadian Air Transport Security Authority", Journal of International Relations and Development, vol. 11, no. 4, 2008.